# قرار مجلس الأمن التابع للأمم المتحدة رقم 1388

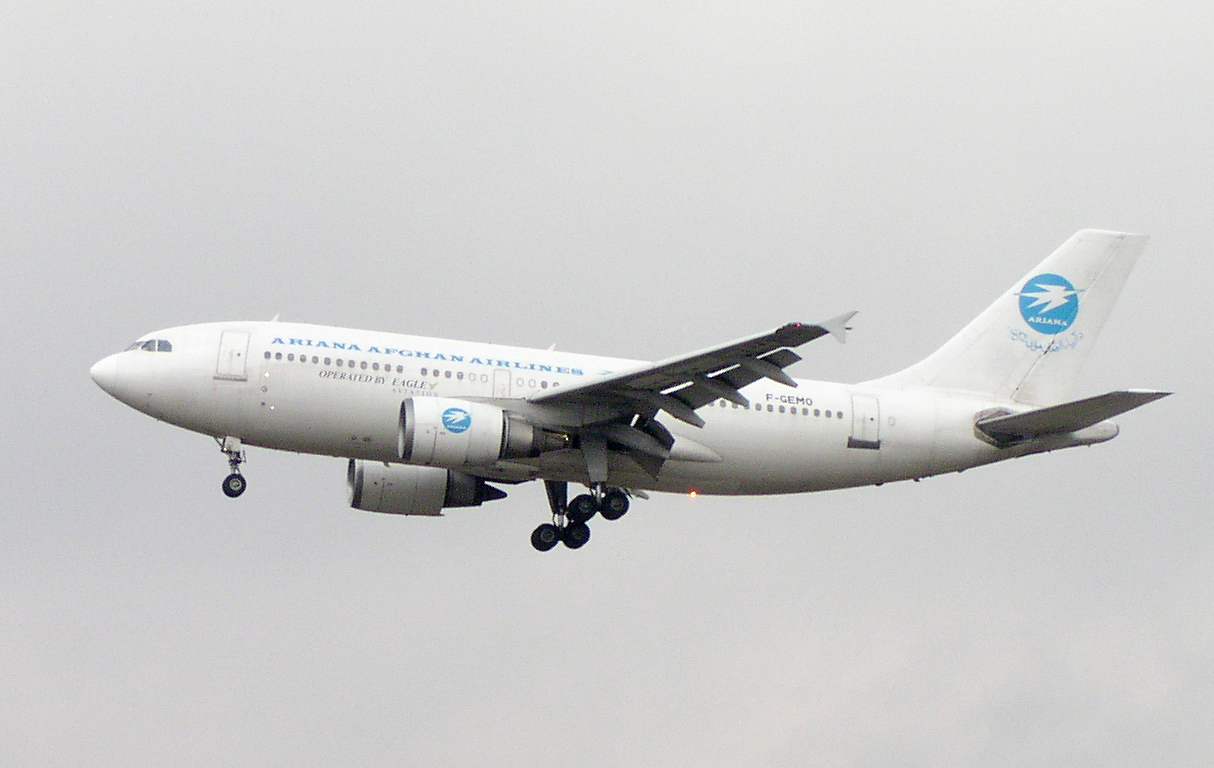

قرار مجلس الأمن التابع للأمم المتحدة رقم 1388 ، الذي اتخذ بالإجماع في 15 يناير 2002 ، بعد التذكير بالقرارين 1267 (1999) و 1333 (2000) بشأن الحالة في أفغانستان ، رفع المجلس ، متصرفا بموجب الفصل السابع من ميثاق الأمم المتحدة ، الجزاءات المفروضة على الخطوط الجوية الأفغانية لأنها لم تعد خاضعة لسيطرة حركة طالبان أو بالنيابة عنها.

## وصلات خارجية
- Text of the Resolution at undocs.org